# Црногорска православна црква (појам)
Појам црногорска православна црква у свом изворном значењу представља један од неколико описних термина за опште територијално, односно регионално означавање православних црквених структура на подручју Црне Горе. У појединим изворима, исти појам се јавља и са измијењеним редоследом ријечи (на примјер: православна црногорска црква). У свом изворном значењу, такви појмови су се током историје употребљавали повремено, ради општег или колоквијалног означавања јерархијских структура Српске православне цркве на подручју првобитне црногорско-брдске државе (1796—1852) и потоње књажевине (1852—1910), односно краљевине (1910—1918), а разни примјери из тих времена свједоче да су поменути термини имали само регионално и описно значење.
Иако је црногорска одредница у склопу поменутих термина имала своје изворно регионално значење, које се изводи из назива области, односно државе, накандно је дошло до покушаја да се поменутим појмовима придода и посебно етничко значење. Такве тенденције су се првобитно манифестовале у профашистичким круговима око Савића Марковића Штедимлије и Секуле Дрљевића, који су под утицајем етнофилетизма развили теорију о црногорској етнорелигијској посебности. Такву посебност, Секула Дрљевић је у својим радовима означавао као црногорославље.
Сличне тенденције су оживјеле крајем 20. вијека, упоредо са појавом аутокефалистичког покрета у Црној Гори. Приликом одлучивања о називу своје новостворене вјерске заједнице, челници аутокефалистичких организација су 1993. године изабрали управо поменути општи термин, ради исказивања својих претензија на цјелокупну православну баштину у Црној Гори, тако да су својој неканонској вјерској организацији надјенули назив "Црногорска православна црква" (1993).
Такав назив је погодовао и њиховим националним аспирацијама, које су се заснивале на промовисању црногорског етничког национализма. Пошто им алтернативна рјешења (као на примјер: Православна црква у Црној Гори) нијесу била довољно црногорска, прваци аутокефалистичког покрета су избором назива са почетном црногорском одредницом настојали да нагласе идентитетску разлику између своје новостворене организације и канонске Српске православне цркве. У томе су дјелимично и успјели, пошто је током наредних година, захваљујући поједностављеном писању јавних гласила, у широј јавности створен погрешан утисак да назив "Црногорска православна црква" пристоји првенствено тој организацији. Тиме је била створена и основа за повратно прекрајање значења свих ранијих примјера употребе описног израза "црногорска православна црква", чиме се настојао створити додатни привид о наводној историјској утемељености новостворене организације.
Слична ситуација се поновила и 2018. године, приликом стварања друге неканонске вјерске заједнице, оносно алтернативне Црногорске православне цркве (2018), која је покушала да присвоји други општи назив, те се стога прозвала Православном црквом Црне Горе.
Присвајање поменутих општих назива од стране појединих неканонских вјерских организација довело је до разних негативних посљедица, међу којима је и појава својеврсног анимозитета према тим појмовима, која се у појединим круговима јавља усљед недвољног познавања историје Српске православне цркве на просторима Црне Горе, на чију се регионалну историју ти појмови односе. Сва ова питања добила су на значају након 2006. године, када је установљен посебан Епископски савјет, који је био састављен од архијереја СПЦ чије су епархије покривале простор Црне Горе, а након укидања тог тијела (2021), у појединим аутокефалистичким круговима су се појавиле и претензије на општи назив Православна црква у Црној Гори, који такође припада баштини СПЦ.